# Окно (анатомия)
Окно (лат. fenestra) — отверстие в кости или черепе. Возможные функции окон:
• служат для прикрепления мышц;
• служат местом проведения нерва;
• уменьшают массу кости;
Особенно много окон присутствует в черепах архозавров. Окна появились в крыше черепа в процессе эволюции у различных групп позвоночных животных для облегчения. К ним относятся височные ямы, разделённые височными дугами. В результате увеличивается место для челюстной мускулатуры, а стегальный тип черепа эволюционирует в зигальный тип.